# Nata (Tansania)
Nata ist ein Verwaltungsbezirk (englisch Ward) des Distrikts Nzega (DC) in der tansanischen Region Tabora.

## Geografie
Nata ist ein ländlicher Bezirk im westlichen Teil des zentralen Hochlands von Tansania, etwa 15 Kilometer nördlich der Distrikthauptstadt Nzega. Bei der Volkszählung 2022 lebten 20.639 Menschen in 4285 Haushalten auf einer Fläche von 122 Quadratkilometern. Das größte Gewässer ist der Manonga, der die Grenze im Norden bildet.
Der Bezirk grenzt im Norden an den Distrikt Shinyanga der Region Shinyanga, im Südosten und Süden an den Distrikt Nzega (TC) und sonst an Bezirke des Distrikts Nzega (DC):
| Sigili   | Shinyanga                                   |             |
| Mwangoye | Kompassrose, die auf Nachbargemeinden zeigt | Lusu        |
|          | Ijanija                                     | Nzega Ndogo |

## Gliederung
Der Bezirk besteht aus sechs Gemeinden (swahili Mtaa) mit 34 Orten (Kitongoji):
| Nata - Nyalaja - Mishishi - Nata - Majengo - Ijija - Ilula | Mwabangu - Mwabangu A - Mwabangu B - Ikale - Ubeyele - Isunga - Mwambapu | Mwamalulu - Udutu - Mwamala - Mamalulu | Kilabili - Ishikawinga - Kilabili - Gubu - Shanemba - Karagwa - Mwahungija - Usebeye | Kanolo - Kanolo Shuleni - Busia - Butulwambula - Seke - Iboja - Kibaya | Kabale - Busigili - Lubaga - Kabale - Itonjamandi - Mwagundu - Kasela |

## Wirtschaft und Infrastruktur
- Bildung: Die Nata Secondary School ist eine staatliche weiterführende Schule. Sie bildet Tages- und Internatsschüler bis zur 4. Stufe aus.[8]
- Gesundheit: Im Bezirk liegt ein staatliches Gesundheitszentrum.[9]
- Verkehr: Durch Nata verläuft die asphaltierte Nationalstraße T8, die Tabora im Süden mit Shinyanga im Norden verbindet.[10]